# Myiarchus
Genre
Myiarchus est un genre de passereaux de la famille des Tyrannidae.

## Liste des espèces et des sous-espèces
Ce genre est représenté par vingt-deux espèces d'après la classification de référence du Congrès ornithologique international (version 9.1, 2019) (ordre phylogénique) :
- Myiarchus semirufus Sclater PL et Salvin, 1878 – Tyran roux
- Myiarchus yucatanensis Lawrence, 1871 – Tyran du Yucatan
  - Myiarchus yucatanensis yucatanensis Lawrence, 1871
  - Myiarchus yucatanensis lanyoni Parkes & A.R. Phillips, 1967
  - Myiarchus yucatanensis navai Parkes, 1982
- Myiarchus barbirostris (Swainson, 1827) – Tyran triste
- Myiarchus tuberculifer (d'Orbigny & Lafresnaye, 1837) – Tyran olivâtre
  - Myiarchus tuberculifer olivascens Ridgway, 1884
  - Myiarchus tuberculifer lawrenceii (Giraud Jr, 1841)
  - Myiarchus tuberculifer querulus Nelson, 1904
  - Myiarchus tuberculifer platyrhynchus Ridgway, 1885
  - Myiarchus tuberculifer manens Parkes, 1982
  - Myiarchus tuberculifer connectens W. Miller & Griscom, 1925
  - Myiarchus tuberculifer littoralis Zimmer JT, 1953
  - Myiarchus tuberculifer nigricapillus Cabanis, 1861
  - Myiarchus tuberculifer brunneiceps Lawrence, 1861
  - Myiarchus tuberculifer pallidus J.T. Zimmer & Phelps, 1946
  - Myiarchus tuberculifer tuberculifer (d'Orbigny & Lafresnaye), 1837
  - Myiarchus tuberculifer nigriceps Sclater PL, 1860
  - Myiarchus tuberculifer atriceps Cabanis, 1883
- Myiarchus swainsoni Cabanis et Heine, 1859 – Tyran de Swainson
  - Myiarchus swainsoni phaeonotus Salvin & Godman, 1883
  - Myiarchus swainsoni pelzelni von Berlepsch, 1883
  - Myiarchus swainsoni ferocior Cabanis, 1883
  - Myiarchus swainsoni swainsoni Cabanis & Heine, 1860
- Myiarchus venezuelensis Lawrence, 1865 – Tyran du Venezuela
- Myiarchus panamensis Lawrence, 1860 – Tyran du Panama
  - Myiarchus panamensis actiosus Ridgway, 1906
  - Myiarchus panamensis panamensis Lawrence, 1861
- Myiarchus ferox (Gmelin JF, 1789) – Tyran féroce
  - Myiarchus ferox brunnescens Zimmer, JT & Phelps, 1946
  - Myiarchus ferox ferox (Gmelin, JF, 1789)
  - Myiarchus ferox australis Hellmayr, 1927
- Myiarchus apicalis Sclater, PL et Salvin, 1881 – Tyran à queue givrée
- Myiarchus cephalotes Taczanowski, 1880 – Tyran givré
  - Myiarchus cephalotes caribbaeus Hellmayr, 1925
  - Myiarchus cephalotes cephalotes Taczanowski, 1880
- Myiarchus phaeocephalus Sclater, PL, 1860 – Tyran à front gris
  - Myiarchus phaeocephalus phaeocephalus Sclater, PL, 1860
  - Myiarchus phaeocephalus interior Zimmer, JT, 1938
- Myiarchus cinerascens (Lawrence, 1851) – Tyran à gorge cendrée
  - Myiarchus cinerascens cinerascens (Lawrence, 1851)
  - Myiarchus cinerascens pertinax Baird, SF, 1860
- Myiarchus nuttingi Ridgway, 1882 – Tyran de Nutting
  - Myiarchus nuttingi inquietus Salvin & Godman, 1889
  - Myiarchus nuttingi nuttingi Ridgway, 1882
  - Myiarchus nuttingi flavidior van Rossem, 1936
- Myiarchus crinitus (Linnaeus, 1758) – Tyran huppé
- Myiarchus tyrannulus (Statius Müller, PL, 1776) – Tyran de Wied
  - Myiarchus tyrannulus magister Ridgway, 1884
  - Myiarchus tyrannulus cooperi Baird, SF, 1858
  - Myiarchus tyrannulus cozumelae Parkes, 1982
  - Myiarchus tyrannulus insularum Bond, 1936
  - Myiarchus tyrannulus brachyurus Ridgway, 1887
  - Myiarchus tyrannulus tyrannulus (Statius Müller, PL, 1776)
  - Myiarchus tyrannulus bahiae von Berlepsch & Leverkühn, 1890
- Myiarchus magnirostris (Gould, 1839) – Tyran des Galapagos
- Myiarchus nugator Riley, 1904 – Tyran bavard
- Myiarchus validus Cabanis, 1847 – Tyran à queue rousse
- Myiarchus sagrae (Gundlach, 1852) – Tyran de La Sagra
  - Myiarchus sagrae lucaysiensis (Bryant, H, 1867)
  - Myiarchus sagrae sagrae (Gundlach, 1852)
- Myiarchus stolidus (Gosse, 1847) – Tyran grosse-tête
  - Myiarchus stolidus dominicensis (Bryant, H, 1867)
  - Myiarchus stolidus stolidus (Gosse, 1847)
- Myiarchus antillarum (Bryant, H, 1866) – Tyran de Porto Rico
- Myiarchus oberi Lawrence, 1877 – Tyran janeau
  - Myiarchus oberi berlepschii Cory, 1888
  - Myiarchus oberi oberi Lawrence, 1877
  - Myiarchus oberi sclateri Lawrence, 1879
  - Myiarchus oberi sanctaeluciae Hellmayr & Seilern, 1915